# 最高の人生のつくり方
『最高の人生のつくり方』（さいこうのじんせいのつくりかた、原題: And So It Goes）は、2014年のアメリカ映画。
日本では劇場未公開、2015年6月3日にDVD発売（レンタル開始）。wowowでの放映タイトルは「最高の人生の描き方」。

## 概要
撮影は、コネチカット州で2013年6月に開始された。

名匠ロブ・ライナー監督が、マイケル・ダグラス＆ダイアン・キートンのW主演で描いた大人のラブストーリー。
マーク・アンドラスが脚本を手がけた“家族"“パートナー"“人生"を見つめなおすコミカルな会話劇。

## あらすじ
自己中心的で頑固な変わり者の不動産エージェントのオーレンは、妻を亡くして以来ひとりきりで暮らしてきた。豪邸を売りに出して自分はアパート住まいだが、860万ドルの値を付けた豪邸は一向に売れない。偏屈なオーレンはアパートの住人ともなかなか打ち解けないでいた。
そんな彼のもとに、音信不通だった息子が突然現われ、それまで存在さえ知らされていなかった9歳の孫娘サラを預かってほしいと頼む。
オーレンは途方に暮れながらも、親切な隣人女性リアの助けを借りて孫娘と一緒に暮らしはじめる。そしてリアや孫娘の存在が、オーレンの頑な心を少しずつ解きほぐしていく。

## 出演
※括弧内は日本語吹替。
- オーレン・リトル：マイケル・ダグラス（中村浩太郎）
- リア：ダイアン・キートン（幸田直子）
- サラ：スターリング・ジェリンズ
- アーティー：ロブ・ライナー
- ルーク：スコット・シェパード
- ケイト：アニー・パリッセ（小若和郁那）
- ケネディ：ヤヤ・ダコスタ（内山由貴）
- レイ：モーリス・ジョーンズ（蟹江俊介）
- テッド：アンディ・カール（水越健）

## スタッフ
- 監督：ロブ・ライナー
- 脚本：マーク・アンドラス
- 製作：ロブ・ライナー、アラン・グライスマン、マーク・ダモン
- 製作総指揮：
- 撮影：リード・モラーノ
- プロダクションデザイン：イーサン・トーマン
- 編集：ドリアン・ハリス
- 音楽：マーク・シャイマン
- 音楽監修：ジュリア・ミシェルズ

## 挿入歌
使用曲
- "チーク・トゥ・チーク Cheek to Cheek " … ダイアン・キートン
映画『トップ・ハット』（1935年）でフレッド・アステアが歌う曲。
- "ブルー・ムーン Blue Moon  " … ダイアン・キートン
- "イット・クッド・ハップン・トゥ・ユー It Could Happen To You " … ダイアン・キートン
- "サムシング・トゥ・トーク・アバウト Something To Talk About " … ダイアン・キートン
- "シャドウ・オブ・ユア・スマイル The Shadow Of Your Smile " … ダイアン・キートン
映画『いそしぎ』（1965年）の主題歌。ジョニー・マンデル作曲。
- "青春の光と影 Both Sides, Now " … ジュディ・コリンズ Judy Collins
- "ランブリン・マン Ramblin' Man" … オールマン・ブラザーズ・バンド The Allman Brothers Band
- "ゲット・イット・ライド Get It Rite " … タイニー・ムー Tiny Moo
- "アン・ラ・プラザ En La Plaza " … ロス・ドス Los Dos
- "レッツ・ワーク・トゥギャザー Let's Work Together " … キャンド・ヒート Canned Heat
- "ジス・イズ・ナウ This Is Now" … ジェフ・デイル、ティム・レイリー Jeff Dale and Tim Reilly
- "ティーンエイジ・ラヴ・ダイズ Teenage Love Dies " … マックス・ブロディー Max Brodie
- "クリップル・クリーク Up On Cripple Creek " … ザ・バンド The Band

## キャッチコピー
もう一度、笑いあえる“人生"を見つけよう。